# 핑
핑(영어: ping)은 IP 네트워크를 통해 특정한 호스트가 얼마만에 도달할 수 있는지의 여부를 테스트하는 데 쓰이는 컴퓨터 네트워크 도구 중 하나이다. 참고로, 비디오 게임에서 '입력 지연시간'을 뜻하는 용어로 인풋랙이 있다.

## 역사
ping 유틸리티는 1983년 12월 마이크 무어스가 IP 네트워크 내의 문제 해결을 위한 도구로 개발하였다. IP 네트워크 진단 및 측정을 위해 ICMP 반향(echo) 패킷을 이용하는 데 대한 데이비드 밀스의 언급에 영향을 받았다.
저자는 나중에 소나가 만들어내는 소리를 본따 이름을 지었는데, 이는 이 용어가 소나의 반향 지점과 유사하기 때문이다.
RFC 1122는 어떠한 호스트라도 반향 요청을 처리하고 반향 응답을 발행하는 ICMP Echo 서버 펑션을 구현해야 한다고 기술하고 있다.

## 샘플 핑 테스트
아래는 www.example.com이라는 대상 호스트로 5번의 핑을 보냈을 때의 출력물이다:
```
$ 
ping
 
-c
 
5
 
www.example.com

PING www.example.com (93.184.216.119): 56 data bytes

64 bytes from 93.184.216.119: icmp_seq=0 ttl=56 time=11.632 ms

64 bytes from 93.184.216.119: icmp_seq=1 ttl=56 time=11.726 ms

64 bytes from 93.184.216.119: icmp_seq=2 ttl=56 time=10.683 ms

64 bytes from 93.184.216.119: icmp_seq=3 ttl=56 time=9.674 ms

64 bytes from 93.184.216.119: icmp_seq=4 ttl=56 time=11.127 ms

--- www.example.com ping statistics ---

5 packets transmitted, 5 packets received, 0.0% packet loss

round-trip min/avg/max/stddev = 9.674/10.968/11.726/0.748 ms

```

이 유틸리티는 특정 횟수의 핑을 마친 뒤 결과물을 요약하여 보여준다. 가장 짧은 왕복 시간은 9.674 밀리초였으며, 평균은 10.968 밀리초, 최대값은 11.726 밀리초였다.

## 같이 보기
- 킵얼라이브
- Nmap
- 죽음의 핑
- 스머프 공격
- Traceroute